# Chileranthemum
Chileranthemum, biljni rod iz porodice primogovki smješten u podtribus Graptophyllinae, dio tribusa Justicieae, potporodica Acanthoideae. Sastoji se od tri meksičko-srednjoameričke vrste iz Meksika, Gvatemale, Salvadora i Kostarike Tipična vrsta je Chileranthemum trifidum Oerst.

## Opis.
Polugrmovi ili grmovi.

## Vrste
1. Chileranthemum lottiae T.F.Daniel
2. Chileranthemum pyramidatum (Lindau) T.F.Daniel
3. Chileranthemum trifidum Oerst.